# 디르크 타이스만
디르크 타이스만(독일어: Dirk Theismann, 1963년 6월 8일 ~ )은 서독과 독일의 수구 선수로 올림픽에 3회 출전하였다. 이 중 1984년 하계 올림픽에서 동메달을 획득했다. 유럽 수구 선수권 대회에도 참가하여 금메달 1개, 동메달 1개를 획득했다.